# Lucjan Czubiński
Lucjan Czubiński (ur. 21 lipca 1930 w Dobrzelinie, zm. 21 lutego 2020) – prawnik, doktor habilitowany nauk prawnych, generał dywizji Wojska Polskiego, naczelny prokurator wojskowy – zastępca prokuratora generalnego PRL (1968–1972), prokurator generalny PRL (1972–1981), dyrektor generalny – szef Wojsk MSW (1981–1983), wiceminister spraw wewnętrznych (1983–1990).

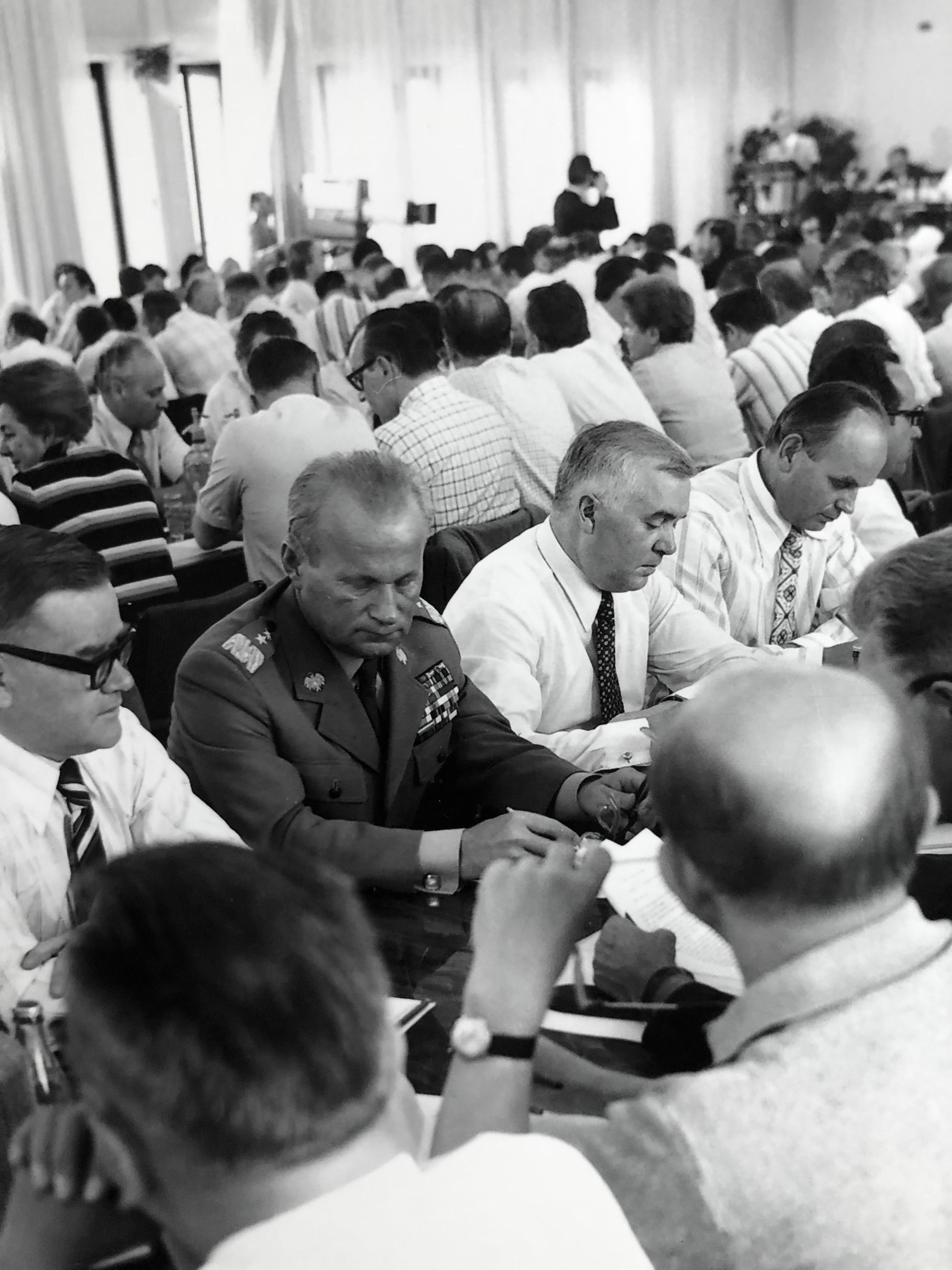
Posiedzenie plenarne Komitetu Centralnego PZPR, Warszawa 1975, od lewej: wiceminister do spraw kombatantów Stanisław Kujda, I zastępca szefa GZP WP gen. Józef Baryła, minister do spraw kombatantów gen. Mieczysław Grudzień, Prokurator Generalny PRL gen. Lucjan Czubiński.

## Życiorys
Urodził się w rodzinie robotniczej Stefanii z Banachowiczów i Czesława. W 1937 rozpoczął naukę w Szkole Podstawowej w Bedlnie, naukę przerwał mu wybuch II wojny światowej we wrześniu 1939. Podczas okupacji w latach 1944–1945 pracował jako robotnik w Cukrowni w Dobrzelinie. W 1947 ukończył Szkołę Podstawową w Grabowie, a w 1949 Gimnazjum w Żychlinie. W 1949 został przyjęty do Oficerskiej Szkoły Prawniczej w Jeleniej Górze, którą ukończył w 1951 i został promowany na stopień podporucznika w korpusie oficerów służby sprawiedliwości. Po promocji został wyznaczony na podprokuratora w Wojskowej Prokuraturze Garnizonowej w Łodzi. W latach 1953–1955 prokurator 11. Dywizji Zmechanizowanej w Żaganiu. W okresie 1955–1962 wiceprokurator i prokurator Wojskowej Prokuratury Śląskiego Okręgu Wojskowego we Wrocławiu. Od 1962 został czasowo przeniesiony do aparatu polityczego ludowego WP i pełnił funkcję szefa Oddziału Organizacyjnego Zarządu Politycznego Śląskiego Okręgu Wojskowego. 
Służąc w wojskowych organach sprawiedliwości jednocześnie uzupełniał wykształcenie. W latach 1951–1955 zaocznie ukończył pierwszy etap studiów prawniczych na Wydziale Prawa Uniwersytetu Warszawskiego. W 1958 ukończył studia magisterskie i otrzymał tytuł magistra prawa na Wydziale Prawa Uniwersytetu im. Adama Mickiewicza w Poznaniu. W 1963 obronił na Uniwersytecie Wrocławskim pracę doktorską Przestępstwa przeciwko rozkazowi w polskim prawie karnym wojskowym napisaną pod kierunkiem prof. Witolda Świdy.

### Naczelny Prokurator Wojskowy
W 1967 powrócił do organów prokuratorskich i został szefem Oddziału Profilaktyki oraz Ogólnego Nadzoru nad Przestrzeganiem Prawa w Siłach Zbrojnych Naczelnej Prokuratury Wojskowej w Warszawie. W kwietniu 1968 został prokuratorem Warszawskiego Okręgu Wojskowego. Po ustąpieniu ze stanowiska przez gen. bryg. Mariana Rybę był od 1 sierpnia 1968 do 14 marca 1972 Naczelnym Prokuratorem Wojskowym – zastępcą Prokuratora Generalnego PRL. Będąc na tym stanowisku, 6 października 1970 został awansowany uchwałą Rady Państwa PRL do stopnia generała brygady. Nominację wręczył mu w Belwederze 10 października 1970 przewodniczący Rady Państwa PRL marszałek Polski Marian Spychalski. W 1971 był członkiem tzw. „Komisji Kruczka” powołanej przez Biuro Polityczne KC PZPR w celu wyjaśnienia odpowiedzialności za użycie broni wobec manifestantów podczas tzw. masakry na Wybrzeżu z grudnia 1970. W wyniku prac komisji nikt nie poniósł jakiejkolwiek odpowiedzialności karnej.

### Prokurator Generalny PRL
Od  marca 1972 do października 1981 Prokurator Generalny PRL. W 1976, po wydarzeniach w Radomiu i Ursusie zapewniał na forum Sejmu PRL, że nigdzie nie doszło do bicia protestujących, a funkcjonariusze MO zachowywali się zgodnie z prawem, co było ewidentnym kłamstwem. W 1976 po obronie pracy na Uniwersytecie im. Adama Mickiewicza w Poznaniu, nadano mu stopień naukowy doktora habilitowanego nauk prawnych.
Powszechny rozgłos przyniosła Czubińskiemu wyniesiona w listopadzie 1980 przez pracownika Prokuratury Generalnej PRL tzw. „tajna instrukcja prokuratora Czubińskiego”, czyli „Uwagi o dotychczasowych zasadach ścigania uczestników nielegalnej działalności antysocjalistycznej”, w których Czubiński pouczał prokuratorów, jakie przepisy kodeksu karnego należy wykorzystywać (a wręcz naginać) do walki z „Solidarnością”. Miało to miejsce w zaledwie kilka dni po rejestracji „Solidarności” przez Sąd Najwyższy. 21 listopada pod zarzutem ujawnienia tajnego dokumentu aresztowano Jana Narożniaka i Piotra Sapełłę. W odpowiedzi wybuchły strajki w szeregu warszawskich zakładów (m.in. Ursus i Huta Warszawa) i zostały przerwane dopiero po zwolnieniu aresztowanych dzięki pośrednictwu Stefana Bratkowskiego, prezesa SDP. Konsekwencją ujawnienia instrukcji (wobec fali krytyki) było przesunięcie Czubińskiego z Prokuratury do MSW.
Jako Prokurator Generalny był także m.in. członkiem Prezydium Rady Legislacyjnej przy Prezesie Rady Ministrów (1973–1980) oraz członkiem Komitetu Nauk Prawnych Polskiej Akademii Nauk (1972–1980). W 1975 uczestniczył w konsultacjach projektu nowego kodeksu karnego. W latach 1976–1980 był docentem na Wydziale Prawa Uniwersytetu Łódzkiego, gdzie wykładał prawo karne oraz prowadził seminarium magisterskie. Z kolei w latach 1976–1981 prowadził seminarum doktoranckie w Instytucie Problematyki Przestępczości w Warszawie.

### Działalność w MSW
W listopadzie 1981 został urlopowany z WP i oddelegowany do Ministerstwa Spraw Wewnętrznych, gdzie został dyrektorem generalnym Ministerstwa Spraw Wewnętrznych – szefem Wojsk MSW. Na tym stanowisku nadzorował wojska resortu (Nadwiślańskie Jednostki Wojskowe MSW, Wojska Ochrony Pogranicza i Biuro Ochrony Rządu). W okresie stanu wojennego zastępca Czubińskiego na tym stanowisku, płk Mieczysław Roman w wyniku awantury domowej o charakterze politycznym zastrzelił swojego zięcia oraz osłaniającą go córkę. 
Od 18 lutego 1983 do 6 marca 1990 podsekretarz stanu w Ministerstwie Spraw Wewnętrznych, jeden z zastępców ministra spraw wewnętrznych gen. Czesława Kiszczaka. W latach 1982–1990 docent w Zakładzie I Instytutu III, a w latach 1985–1990 członek Rady Naukowej Akademii Spraw Wewnętrznych w Warszawie. W latach 80. wchodził również w skład Komitetu Redakcyjnego Zeszytów Naukowych Akademii Spraw Wewnętrznych. Był członkiem Rady Naukowej Instytutu Kryminalistyki MSW, a w okresie 1987–1989 członkiem Prezydium Komisji ds. Reformy Prawa Karnego.  27 września 1984 na mocy uchwały Rady Państwa PRL awansował na generała dywizji. Akt nominacyjny wręczył mu w Belwederze 10 października 1984 przewodniczący Rady Państwa prof. Henryk Jabłoński. W latach 1984–1989 urzędujący zastępca przewodniczącego Komitetu Rady Ministrów ds. Przestrzegania Prawa, Porządku Publicznego i Dyscypliny Społecznej. W 1989 uczestniczył w obradach Okrągłego Stołu w podzespole do spraw reformy prawa i sądów.
6 marca 1990 odwołany przez premiera Tadeusza Mazowieckiego z funkcji wiceministra spraw wewnętrznych. W stanie spoczynku od 22 marca 1990 roku.

### Działalność w PZPR
W latach 1948–1953 członek Związku Młodzieży Polskiej. Od  1952 członek PZPR. Wielokrotnie wybierany do władz partyjnych na różnych szczeblach w wojsku oraz z ramienia MSW. W latach 1962–1964 zastępca sekretarza Komitetu PZPR Śląskiego Okręgu Wojskowego. Delegat na VI (1971), VII (1975), VIII (1980), IX (1981) oraz X (1986) Zjazd PZPR. Był członkiem Rady Redakcyjnej organu teoretycznego i politycznego KC PZPR Nowe Drogi. W latach 1971–1975 członek Centralnej Komisji Rewizyjnej PZPR, w okresie 1975–1980 zastępca członka KC PZPR, w latach 1980–1981 członek Komitetu Centralnego PZPR. Na IX Nadzwyczajnym Zjeździe PZPR w lipcu 1981 nie został wybrany w skład Komitetu Centralnego PZPR. W okresie 1986–1990 członek Centralnej Komisji Kontrolno-Rewizyjnej PZPR.

## Publikacje
Autor 3 książek („Istota rozkazu wojskowego”, Warszawa 1969; „Problematyka egzekwowania posłuszeństwa w Ludowym Wojsku Polskim: studium karnoprawne i kryminologiczne”, Warszawa 1975 oraz „Polskie wojskowe prawo karne w zarysie”, Warszawa 1981) i licznych artykułów na łamach prasy. 

## Odznaczenia
- Order Sztandaru Pracy I klasy (1974)[9]
- Krzyż Oficerski Orderu Odrodzenia Polski
- Medal 30-lecia Polski Ludowej (1974)
- Medal 40-lecia Polski Ludowej (1984)
- Złoty Medal „Siły Zbrojne w Służbie Ojczyzny”
- Srebrny Medal „Siły Zbrojne w Służbie Ojczyzny”
- Brązowy Medal „Siły Zbrojne w Służbie Ojczyzny”
- Złoty Medal „Za Zasługi dla Obronności Kraju”
- Srebrny Medal „Za Zasługi dla Obronności Kraju”
- Brązowy Medal „Za Zasługi dla Obronności Kraju”
- Złota Odznaka „Za zasługi w ochronie porządku publicznego”
- Srebrna Odznaka „Za zasługi w ochronie porządku publicznego”
- Brązowa Odznaka „Za zasługi w ochronie porządku publicznego”
- Złota Odznaka "Zasłużonego Działacza Zrzeszenia Prawników Polskich (1973)[10]
- Medal "Zasłużonemu dla Lotnictwa" (1973)[11]
- Medal pamiątkowy XXX-lecia Międzynarodowego Zrzeszenia Prawników Demokratów (1977)[12]
- Odznaka honorowa „Zasłużonym Ziemi Gdańskiej” (1976)[13]
- Wielka złota odznaka honorowa „Zasłużony w rozwoju województwa katowickiego” (1986)[14]
- Odznaka "Za Zasługi dla Województwa Tarnowskiego" (1985)[15]
- wiele innych odznaczeń państwowych, resortowych, regionalnych, organizacyjnych i zagranicznych

## Opinie
Prokurator Generalny PRL, Lucjan Czubiński, w wywiadzie dla „Gazety Sądowej i Penitencjarnej” z dnia 1 sierpnia 1972 r. stwierdził, że „najpoważniejszą przyczyną naruszeń prawa w działalności administracji jest skomplikowany, nadmiernie rozbudowany, a przez to i mało komunikatywny system prawny. Najwięcej trudności sprawia on pracownikom najniższych organów administracji, wykonującym zadania bardzo zróżnicowane, regulowane licznymi przepisami”. Wypowiedź tę należy traktować jako przejaw charakterystycznego dla części władz PRL poglądu, że w pierwszej kolejności konieczne było uporządkowanie systemu prawnego PRL, a następnie przejście do ewentualnych reform czy zmian organizacyjnych.

## Życie prywatne
Żonaty z Moniką (zmarła w 2016). Małżeństwo miało dwóch synów. Monika i Lucjan Czubińscy spoczywają na Cmentarzu Parafialnym w Żychlinie.